# José Antonio Ardanza
José Antonio Ardanza Garro, né le 10 juin 1941 à Elorrio (Biscaye) et mort le 8 avril 2024 à Gautegiz Arteaga (Biscaye), est un homme politique espagnol membre du Parti nationaliste basque (EAJ/PNV).
Après avoir été maire d'Arrasate entre 1979 et 1983, puis chef de l'exécutif du Guipuscoa, il devient en 1985 président du gouvernement basque. Il détient le record de longévité à ce poste avec près de 14 ans au pouvoir, principalement en coalition avec le Parti socialiste. Il rejoint le secteur de l'entreprise après son retrait de la vie politique, à l'occasion des élections de 1998.

## Biographie

### Études et vie professionnelle
José Antonio Ardanza Garro naît le 10 juin 1941 à Elorrio. Il étudie le droit à l'université de Deusto, où il obtient une licence. Il travaille ensuite comme conseiller juridique à la Caja Laboral Popular, de 1969 à 1983.

### Débuts et ascension politique
Sympathisant du Parti nationaliste basque (EAJ/PNV) dans sa jeunesse, José Antonio Ardanza siège entre 1962 et 1966 au sein de la direction d'Euzko Gaztedi Indarra (EGI), le mouvement de jeunesse du parti, alors dans la clandestinité. À cette période, il rompt avec ETA, fondée par la génération ayant précédé la sienne à la direction d'EGI, en raison de son choix de recourir à l'action violente. Conservateur nationaliste aux fortes convictions chrétiennes, il milite activement pour la création puis le déploiement des ikastolas.
Il se présente en 1979 aux élections municipales à Arrasate, comme indépendant sur la liste de l'EAJ/PNV. Élu maire à l'issue du scrutin, il adhère peu après au Parti nationaliste. En 1983, il abandonne son fauteuil de maire, étant élu aux Juntes générales de Guipuscoa. Le 11 juin, il est investi au second tour, en minorité, député général, c'est-à-dire président de la Députation forale, l'exécutif du territoire.

### Lehendakari
Après que Carlos Garaikoetxea a démissionné en raison d'un désaccord sur la répartition des compétences entre le Gouvernement basque et les territoires historiques, José Antonio Ardanza est choisi en décembre 1984 par l'assemblée nationale du Parti nationaliste basque comme futur président du gouvernement du Pays basque (lehendakari), après les refus exprimés par le président du PNV Xabier Arzalluz (es) et le vice-lehendakari Mario Fernández (es). Après que le PNV et le Parti socialiste (PSE-PSOE) ont conclu un accord de législature, José Antonio Ardanza est investi lehendakari le 24 janvier 1985 par le Parlement, par 34 voix pour.
Son accession au pouvoir se produit dans le contexte d'une scission du PNV, emmenée par Garaikoetxea et qui donne naissance à Eusko Alkartasuna (EA). Chef de file aux élections régionales anticipées de 1986, il obtient un résultat décevant et fait le choix d'une coalition gouvernementale avec le Parti socialiste, qu'il maintiendra peu ou prou jusqu'en 1998. Il reste au pouvoir jusqu'en 1999, établissant le record de longévité à ce poste.
Son mandat est marqué par les attentats d'ETA, qui causent plus de 300 morts. Son bilan comprend notamment la signature, en janvier 1988, du pacte d'Ajuria Enea entre six partis politiques dont l'objectif est l'éradication de l'organisation terroriste indépendantiste. Ses gouvernements assurent le déploiement progressif de l'Ertzaintza, la police de la communauté autonome, et prennent la décision de créer le musée Guggenheim de Bilbao.

### Retrait de la politique
En 1997, José Antonio Ardanza indique qu'il ne sera pas candidat à sa succession lors des élections régionales de 1998. Il est donc remplacé au début de l'année 1999 par Juan José Ibarretxe, lui aussi issu du Parti nationaliste basque.
Il devient cette même année président de l'entreprise Euskaltel, poste qu'il occupe jusqu'en 2011. Il avait été victime, l'année précédente, d'un infarctus du myocarde. Il se voit décerner, en 2012, la croix de l'Arbre de Guernica par le gouvernement régional du socialiste Patxi López, soit la plus haute distinction de la communauté autonome.

### Mort
José Antonio Ardanza meurt le 8 avril 2024 à Gautegiz Arteaga, à l'âge de 82 ans.